# Golden Gate (estret)

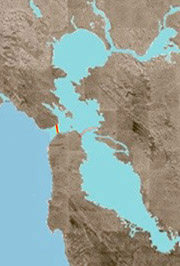
Mapa de l'estret Golden Gate amb les badies de San Pablo i la de San Francisco, a la dreta, dalt i baix, respectivament.

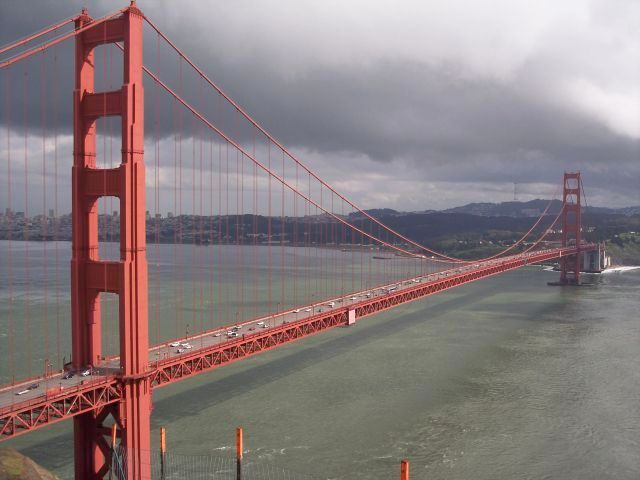
Fotografia del Pont Golden Gate.

El Golden Gate (literalment porta daurada en català) és un estret situat a Califòrnia occidental, a l'entrada de la badia de San Francisco, a la qual separa de l'oceà Pacífic. Té 7,9 km de llarg. El famós Pont Golden Gate amb una amplada de 28 metres i 2,7 quilòmetres de longitud, creua l'estret per unir la ciutat de San Francisco, al sud, amb el comtat de Marin, al nord. A causa del clima normalment està cobert de boira, és per això que van decidir pintar-lo de vermell, per fer-lo més visible pels vaixells.
Encara que l'explorador anglès sir Francis Drake va visitar la regió de la badia de San Francisco el 1579, i és possible que un altre, a les ordres del governador colonial espanyol Gaspar de Portolà, hagués recorregut la zona el 1769, les primeres persones d'origen europeu que se sap amb seguretat que van estar allí van ser una partida de soldats espanyols enviats per Portolà el 1772. L'explorador americà John Charles Frémont li va donar a l'estret el nom de Golden Gate el 1846. La Zona d'esbarjo del Golden Gate (Golden Gate National Recreational Area) va ser establerta el 1972 pel Servei de Parcs Nacionals dels Estats Units. S'estén cap al nord i sud del pont Golden Gate i també inclou les illes d'Alcatraz i d'Angel.